# Uggerslev Sogn

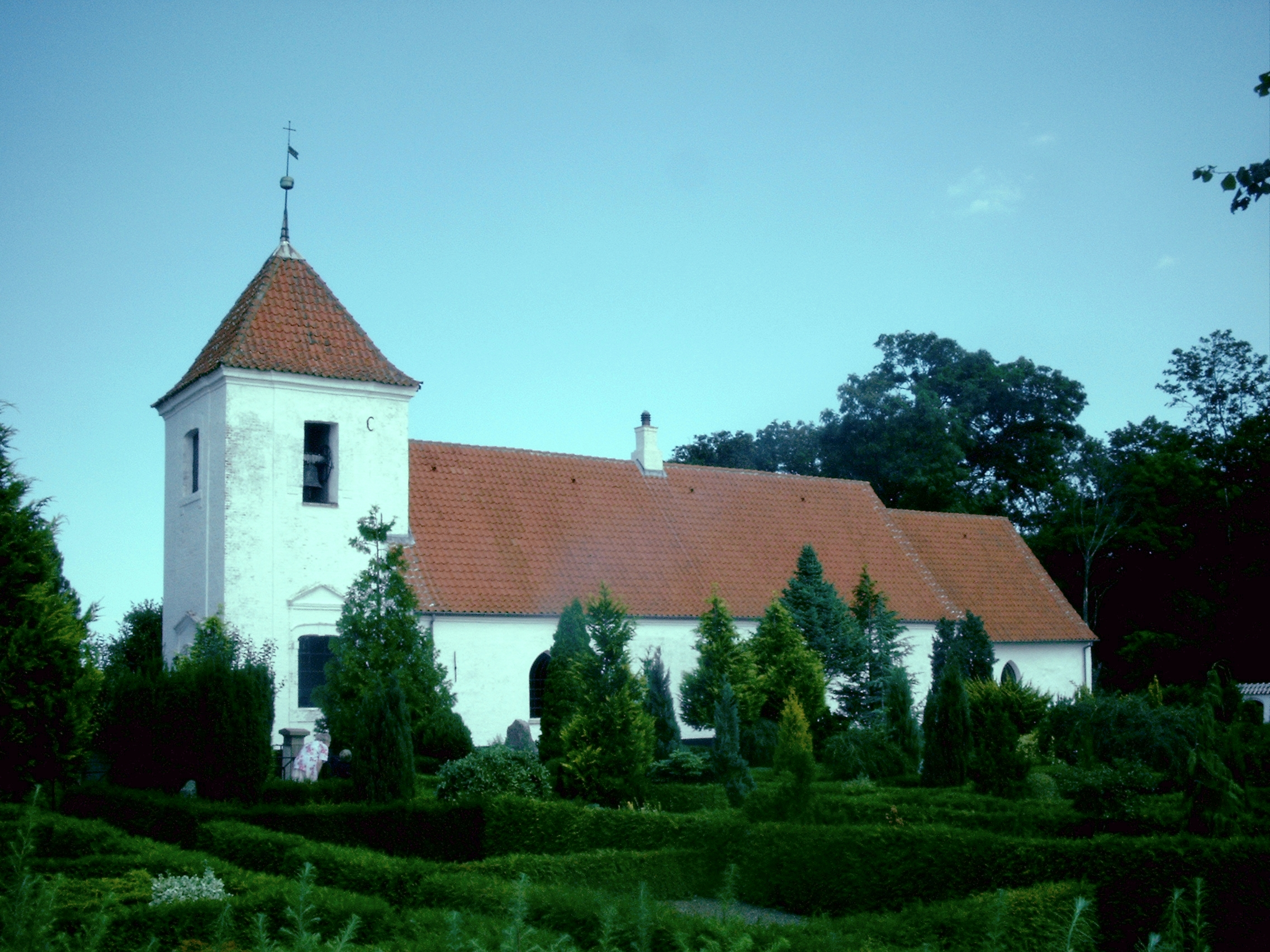
Uggerslev Kirke

Uggerslev Sogn ist eine Kirchspielsgemeinde (dän.: Sogn) auf der Insel Fyn (dt.: Fünen)
im südlichen Dänemark. Bis 1970 gehörte sie zur Harde Skam Herred im damaligen Odense Amt, danach zur Otterup Kommune im Fyns Amt, die im Zuge der Kommunalreform zum 1. Januar 2007 in der Nordfyns Kommune in der Region Syddanmark aufgegangen ist.
Im Kirchspiel leben 600 Einwohner, davon 354 im Kirchdorf (Stand:1. Januar 2023). Im Kirchspiel liegt die Kirche „Uggerslev Kirke“.
Nachbargemeinden sind im Norden Nørre Næraa Sogn, im Osten Bederslev Sogn und Hjadstrup Sogn, im Südwesten Skamby Sogn und im Westen Nørre Højrup Sogn.